# Dół łokciowy

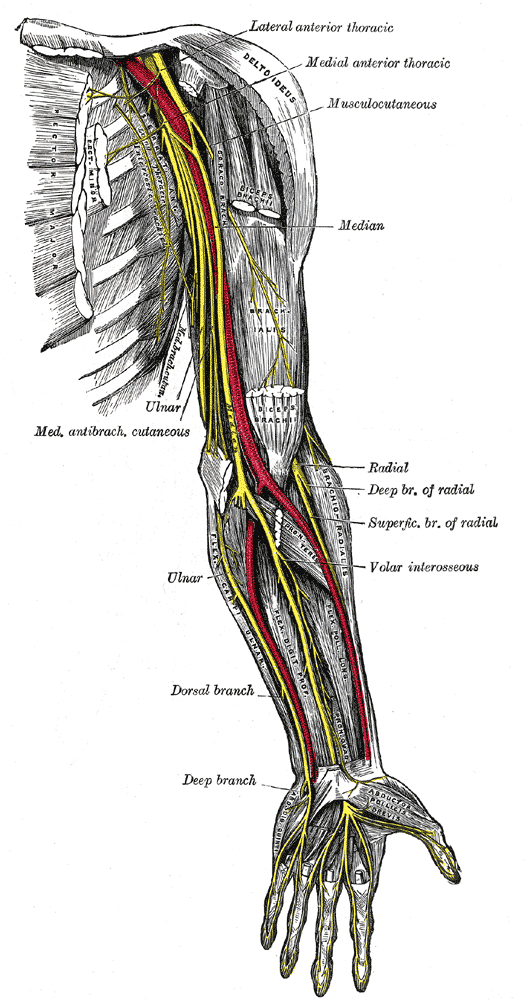
Dół łokciowy

Dół łokciowy (łac. fossa cubitalis) – w anatomii człowieka trójkątny obszar na granicy ramienia i przedramienia, w okolicy łokciowej przedniej, z przodu od stawu łokciowego.

## Ograniczenia
Dół łokciowy ogranicza:
- od góry i przyśrodkowo – przegroda międzymięśniowa ramienia przyśrodkowa (septum intermusculare brachii mediale),
- od góry i bocznie – mięsień dwugłowy ramienia,
- od dołu i przyśrodkowo – mięsień nawrotny obły,
- od dołu i bocznie – mięsień ramienno-promieniowy i mięśnie prostowniki promieniowe nadgarstka.

Od przodu pokrywa go powięź łokciowa (miejsce przejścia powięzi ramienia w powięź przedramienia), wzmocniona przez rozcięgno mięśnia dwugłowego ramienia (aponeurosis musculi bicipitis brachii). Dno dołu stanowią mięsień ramienny, mięsień odwracacz oraz ścięgno mięśnia dwugłowego ramienia.

## Zawartość
Ścięgno mięśnia dwugłowego ramienia dzieli dół na dwie bruzdy. W bruździe promieniowej leży nerw promieniowy. Druga z bruzd – łokciowa, pokryta jest od strony przedniej przez rozcięgno mięśnia dwugłowego ramienia. Biegnie tędy tętnica ramienna i jej dwie końcowe gałęzie – promieniowa i łokciowa, oraz nerw pośrodkowy. Pod skórą dołu łokciowego znajdują się żyły powierzchowne: w bruździe łokciowej żyła odłokciowa, a w bruździe promieniowej żyła odpromieniowa.